# 峙峪遗址
峙峪遗址，位于山西省朔州市朔城区峙峪村附近，是中华人民共和国文物保护单位之一。
1965年5月24日，授予山西省文物保护单位，是一座旧石器时代古遗址。2019年10月7日入选第八批全国重点文物保护单位。